# Nasypnoj
Nasypnoj (ros. Остров Насыпной, niem. Pillauer Insel) – sztuczna wyspa położona w północnej części Zalewu Wiślanego w odległości 3,5 km od najbliższego lądu (na Mierzei Wiślanej), 4,5 km od przylądka Siewiernyj (ros. мыс Северный, niem. Kahlholzer Haken) na wysokim (7–8 m) brzegu na północ od Balgi i 4,8 km od wschodniego wejścia do Cieśniny Piławskiej.
Jest to największa i jedyna wyspa Zalewu Wiślanego, nie licząc będącej w fazie usypywania polskiej Wyspy Estyjskiej, wysp Żuław Wiślanych (Wyspa Nowakowska i wysp Zatoki Elbląskiej) oraz również sztucznych wysp Kanału Królewieckiego. Wyspa w 2012 r. rozciągała się z północy na południe na 180 m, ze wschodu na zachód na 160 m i przy długości linii brzegowej 550 m obejmowała 1,4 ha. W ciągu ostatnich 10 lat brzeg wyspy (szczególnie zachodni) cofnął się o 10 do 20 m i zniszczeniu uległa część drzewostanu. Znajdują się tu też dwa znaki nawigacyjne (Nasypnoj-Siewiernyj i Nasypnoj-Jużnyj), niewielkie betonowe molo-nabrzeże (20 m) w południowo-wschodniej części i ruiny budynku w otoczeniu kilkudziesięciu większych drzew. Lądowanie na wyspie wymaga odprawy i zgody uzyskanej od administracji rosyjskiej w Bałtyjsku.

## Historia wyspy
Wyspa została usypana pod koniec lat 30. XX wieku na przedłużeniu rynny, noszącej wówczas niemiecką nazwę Pillauer Rinne, która prowadzi z Cieśniny Piławskiej do południowej części Zalewu Wiślanego. Istnieją opinie, że wyspa powstała w końcu XIX w. jako planowany fort artyleryjski Królewca, ale jeszcze mapy z 1936 r. (Pillau 1936, 1:25 000 i sąsiednie arkusze) nie pokazują jej. Pierwotnie wyspa służyła do naprowadzania hydroplanów, które wodowały w rejonie północnej części Mierzei Wiślanej (Neutief). Natomiast podczas II wojny światowej umieszczono na wyspie baterię reflektorów przeciwlotniczych (Flak Sw-34), która była połączona kablem energetycznym i telefonicznym z Piławą i jej lotniskiem.
Na początku lat 40. w ramach obrony przeciwlotniczej Królewca zainstalowano tutaj system radarowy wczesnego ostrzegania oraz polowe stanowisko przeciwlotnicze (półbateria – 2 działa Flak 36 kal. 88 mm), a także wybudowano mały schron przeciwlotniczy (zniszczony w trakcie walk w 1945 r.). Wyspa była bombardowana w nocy z 4 na 5 oraz w dniu 7 kwietnia przez lotnictwo rosyjskie 4 Armii Lotniczej. Około 1943 r. wybudowano (niezachowany) pomost drewniany o długości kilkudziesięciu metrów.
W 1945 r. na wyspie znajdowały się polowe stanowiska ogniowe obrony Twierdzy Królewiec (Festung Koenigsberg). Wyspa została przez wycofującą się w nocy z 25 na 26 kwietnia 1945 załogę niemiecką zaminowana (stanowisko ogniowe i ruiny schronu), co doprowadziło do śmierci 3 rosyjskich żołnierzy zajmujących ją w dniu 27 kwietnia 1945.
Po II wojnie światowej wraz z całą północną częścią byłych Prus Wschodnich włączona została do ZSRR. W latach pięćdziesiątych została zajęta przez Armię Czerwoną jako punkt kontrolny i obserwacyjny. Na początku lat siedemdziesiątych wybudowano od strony zachodniej wyspy stanowisko dla poduszkowców (zachowana platforma o wymiarach 20 × 35 metrów z płyt betonowych).
Jeszcze do początku lat 90. wokół wyspy w odległości 5 metrów od brzegu istniał szczelny płot z drutu kolczastego. Obecnie wyspa jest dzierżawiona przez wysokiego oficera rosyjskiego i przeznaczona na cele letniskowe.

## Wyspa Nasypnoj w literaturze
- Sebastian Miernicki, Pan Samochodzik i pasażer von Steubena